# Dendrobium vesiculosum
Dendrobium vesiculosum är en orkidéart som beskrevs av Mark Alwin Clements och David Lloyd Jones. Dendrobium vesiculosum ingår i släktet Dendrobium, och familjen orkidéer.
Artens utbredningsområde är Papua Nya Guinea. Inga underarter finns listade i Catalogue of Life.